# Abdel Azim Ashry
Abdel Azim Mohamed Ashry (in arabo عبدالعظيم محمد عشري‎?; Il Cairo, 31 ottobre 1911 – Il Cairo, 2 marzo 1997) è stato un cestista, arbitro di pallacanestro e dirigente sportivo egiziano, membro del FIBA Hall of Fame dal 2007 in qualità di contributore.

## Carriera
Nel corso degli anni trenta e quaranta ha militato nella massima serie del campionato egiziano di pallacanestro. Si è poi dedicato alla carriera arbitrale, divenendo internazionale dal 1947. Ha diretto ai Giochi olimpici del 1948 e del 1952 (dove ha anche arbitrato rispettivamente le finali Stati Uniti-Francia e Stati Uniti-Unione Sovietica).
Ha arbitrato ai Mondiali del 1950 (presente nella finale Argentina-Francia), ai Mondiali del 1954 (inclusa la finale Stati Uniti-Brasile).
È stato vicepresidente (1971) e poi presidente (1972-1985) della Federazione cestistica dell'Egitto. Ha presieduto il Comitato Olimpico Egiziano dal 1978 al 1984, ed è stato segretario generale dell'AFABA (oggi denominata FIBA Africa) dal 1965 al 1997.